# Cyrtodesmus humerosus
Cyrtodesmus humerosus är en mångfotingart som beskrevs av Loomis 1974. Cyrtodesmus humerosus ingår i släktet Cyrtodesmus och familjen Cyrtodesmidae. Inga underarter finns listade i Catalogue of Life.